# Пейшинюш да орта
Пейшинюш да oрта (порт.  Peixinhos da horta ) — традиционное блюдо португальской кухни, обжаренные во фритюре овощи. Название дословно переводится как «рыбки из сада», так как оно напоминает маленьких разноцветных рыбок. Было завезено в Японию португальскими моряками Антонио да Мота, Франсиско Зеймото и Антонио Пейшото в XVI веке, первыми европейцами, ступившими на японскую землю, где в конечном итоге превратился в блюдо тэмпура. Португальские миссионеры в XVI веке способствовали распространению этого блюда, так как оно подходило для поста.
В Португалии «садовые рыбки» ели не только во время поста, но также обычно и те, кто не мог себе позволить купить «настоящую» рыбу.

## Приготовление
Пейшинюш да орта обычно готовят из бланшированной зелёной фасоли. Её окунают в кляр на основе пшеничной муки и яиц, затем обжаривают во фритюре. Также используются другие овощи: тыква, морковь, сладкий перец и кабачки.